# Евклея
Евкле́я (др.-греч. Εὔκλεια, лат. Eucleia) — в древнегреческой мифологии олицетворение славы и хорошей репутации. Она и её сёстры Ефимия, Филофросина и Евтения являются младшими харитами. Согласно Плутарху, Евклея использовалась в качестве эпитета богини мудрости Афины.
Согласно орфическому фрагменту Евклея является дочерью бога огня Гефеста и одной из харит Аглаи. Также Плутарх заявил, что Евклея иногда считалась отдельной богиней и дочерью Геракла и Мирто, и когда она погибла девственницей, её стали почитать как богиню.
На греческих вазах, особенно на вазах из Афин V века, Евклея часто изображалась среди служанок богини красоты Афродиты, где она представляет хорошую репутацию целомудренной богини или выполняет стереотипно женские задачи. Иногда её сравнивали с богиней охоты Артемидой. Также древнегреческий поэт Вакхилид называл её «любящей гирлянды».

## Культ
Евклее поклонялись в Локриде и Беотии. Плутарх утверждал, что во всех городах этих областей были её изображения, и именно там невесты и женихи совершали жертвоприношения. Древнегреческий скульптор Скопас сделал её статую в Фивах. В Афинах храм Артемиды-Евклеи был посвящён в честь тех, кто сражался в Марафонской битве, на которую ссылаются греческий писатель Плутарх и географ Павсаний. Вполне вероятно, что Евклее поклонялись вместе с Эвномией, так как им служил один священник.
На Паросе и Эпире стратеги предлагали посвящения Евклее вместе с Афродитой, Зевсом, Гермесом и Артемидой.
Святилище, посвящённое Евклее, находится в городе Эги, древней столице Древней Македонии. Святилище состояло из дорического храма IV века, небольшого храма эллинистической эпохи и двух стоа. По крайней мере, две статуные основы были отданы в дар по обету Эвридики I, бабушки Александра Македонского по отцовской линии. Предполагается, что эти приношения были сделаны в память о победе Филиппа II при Херонеи в 338 году до н. э.. Не исключено, что в святилище стояла статуя Евклеи. В окрестностях святилища были найдены, по крайней мере, три захоронения выдающихся людей, увенчанных венками из золотых дубовых листьев.

### Вакхилид
В Fragment 13 Вакхилида написано:
«Если их тела погибли… их слава всё ещё жива; ибо Арета, сияющая среди всех людей, не тускнеет, не скрывается за безветренной пеленой ночи: постоянно процветая вечной славой, она проносится над землёй и морем, что уводит многих с их курса. Смотри, теперь она чтит Эгину, славный остров Айакос и с любящей гирлянды Евклейей управляет городом, …».

### Плутарх
В Life of Aristides Плутарха написано:
«Восхищаясь им (историческим героем войны) платейцы похоронили его в святилище Артемиды-Евклеи и написали на его могиле этот четырёхметровый стих:…».